# Foszfolipidszkrambláz 1
A foszfolipidszkrambláz 1 (PL-szkrambláz 1) a PLSCR1 gén által kódolt szkrambláz.

## Működés
A PLSCR1 Ca2+-dependensen mozgatja a foszfolipideket. Nem igényel adenozin-trifoszfátot.
Bár nem szükséges a tüdőepitéliumban az exocitózishoz, a vezikuláris membránok reinternalizációjához igen.

## Klinikai jelentőség

### Tumorok
A PLSCR1 IFN–α általi aktivációja fontos lehet a foszfatidilszerin-kitettségben és az apoptózis megakadályozásában: a petefészekráksejtek apoptózisa a PLSCR1-expresszió csökkenésekor nő.

### Autoimmun betegségek
Antifoszfolipid-szindróma és lupus esetén a PLSCR1-expresszió monocitákban a normálisnál nagyobb.

### Fertőző betegségek
A SARS-CoV-2-fertőzéssel szemben a PLSCR1 autonóm védelmi faktorként jelenik meg. Az IFNγ-indukált PLSCR1 korlátozza bizonyos változatok terjedését, és más erősen patogén koronavírusokkal szemben is hatásos. A II-es típusú IFNγ a humán sejteket STAT1-dependens védekezésre sarkalló erős jel.
Az I-es típusú IFNα2a, IFNβ1a és a III-as típusú IFNλ1 növelik a PLSCR1-expressziót, ami megfelel a promoterében található interferonstimulált válaszelem (ISRE) és γ-interferon-aktivációs hely (GAS) jelenlétének. Így bár legjobban a II-es típusú IFNγ-jelzésre reagál leginkább, képes I-es vagy III-as típusú IFN-okra is válaszolni.

## Kölcsönhatások
A PLSCR1 az alábbi fehérjékkel kölcsönhat:
- CPSF6,[7]
- epidermálisnövekedésifaktor-receptor,[8]
- NEU4,[7]
- SHC1,[8][9]
- SLPI,[10]
- STAT1,[6]
- TFG.[7]

A plazmacitoid dendritikus sejtekben az I-es típusú interferon Toll-típusú receptor 9-mediált termelését növeli, és az endoszóma felé való mozgását szabályozza.

## Fordítás
Ez a szócikk részben vagy egészben  a   Phospholipid scramblase 1 című angol Wikipédia-szócikk ezen változatának fordításán alapul.  Az eredeti cikk szerkesztőit annak laptörténete sorolja fel. Ez a jelzés csupán a megfogalmazás eredetét és a szerzői jogokat jelzi, nem szolgál a cikkben szereplő információk forrásmegjelöléseként.